# Februarrevolution 1848 im Elsass
Die Februarrevolution 1848 im Elsass bildete durch die Grenzlage und die überwiegend deutschsprachige Bevölkerung im Elsass ein Verbindungselement zwischen der Februarrevolution 1848 in Frankreich und der folgenden Märzrevolution in Europa. Sie bildete den Rahmen für umfangreiche Pogrome, die nur mit massivem Militäreinsatz niedergeschlagen werden konnten.

## Geschichte

### Vorgeschichte
Der größte Teil des Elsasses war im Westfälischen Frieden aus dem HRR herausgelöst worden und von Österreich an Frankreich abgetreten worden. Der 200ste Jahrestag dieser Abtretung wurde am 24. Oktober 1848 gefeiert. Mit den geheimen Zusatzprotokollen im Frieden von Campo Formio und deren Bestätigung im Friede von Lunéville und dem Reichsdeputationshauptschlusses fiel der Rest des Elsass einschließlich der Reichsstadt Straßburg an Frankreich und wurde dort als Département Haut-Rhin und Département Bas-Rhin organisiert.
In Frankreich war in der Julimonarchie Louis-Philippe von Orléans, der „Bürgerkönig“ an die Macht gekommen. Seine ursprünglich liberale Politik verschob sich im Laufe der Zeit jedoch immer weiter nach rechts.

### Der Ausbruch der Revolution
Jean-André Sers, Präfekt des Departements Oberelsass berichtet am 12. Februar 1848 nach Paris, das Oberelsass liege in tiefster Ruhe. Diese Einschätzung sollte sich als falsch herausstellen. Am 19. Februar veranstalteten die „Radikalen“ eine Katzenmusik anlässlich der Rückkehr des Abgeordneten Alfred Renouard de Bussière (der Ministerpräsident François Guizot unterstützte) nach Straßburg und forderten den Rücktritt der Regierung Guizot. Am 22. Februar kam es in Straßburg zu Demonstrationen, ohne dass es jedoch zu Gewalt gekommen wäre.
Am Freitag, dem 25. Februar wurde in Straßburg bekannt, dass in Paris die Revolution ausgebrochen sei. Der Bürgermeister von Straßburg, Georges Frédéric Schützenberger berief den Stadtrat ein. Dieser beschloss die Wiedereinrichtung der Nationalgarde und benannte Louis Steiner als deren Oberst. Nachdem am Folgetag die Bildung der Provisorischen Regierung bekannt geworden war, beschloss der Stadtrat, sich in eine Munizipalkommission umzuwandeln und erweiterte sich hierzu um 16 Bürger, die aus der Stadt benannt wurden. Um Ruhe und Ordnung sicherzustellen, setzte die Kommission Präfekt Sers ab und benannte an seiner Stelle Louis Lichtenberger, Guillaume Lauth, Chrétien Ott und Eduard Eissen als neue Departementsleitung. Für die Stadt Straßburg wurde ein Exekutivkomitee aus Bürgermeister Schützenberger, den Stadträten Charles Boersch und Edouard Kratz und den Beigeordneten Victor Chauffour und Jules Engelbach gebildet.
Nachdem sich die Nachrichten aus Paris bestätigt hatten, nahm die Bevölkerung großen Anteil an den Ereignissen. Die Schüler und Studenten im Elsass, gemeinsam mit deutschen Studenten, richteten eine Solidaritätsadresse an die Pariser Kommilitonen, der katholische Bischof André Raess rief in einem Hirtenbrief zu Totenmessen für die Gefallenen auf, auch der protestantische Kircheninspektor Edel richtete einen Brief an seine Gemeinden mit Zustimmung zur Revolution und Großrabbiner Arnaud Aaron rief zu einem Totenamt für die Gefallenen auf.
Am Dienstag, dem 19. Februar wurde in Straßburg in einem feierlichen Akt unter starker Beteiligung der Bevölkerung die Republik ausgerufen. Am 2. März trat Bürgermeister Schützenberger freiwillig zurück und wurde durch Guillaume Lauth ersetzt.

## Neuwahlen
Am 5. März wurde das neue Wahlgesetz zur Nationalversammlung verabschiedet. Am 23. April fand die Wahl statt. Zentraler Akteur bei der Wahl im Elsass war der Straßburger Advokat Louis Liechtenberger. Seine Partei erhielt alle 15 Sitze, Liechtenberger selbst wurde außer in Hochfelden und Brumath (wo er Zweiter oder Dritter war) überall an erster Stelle gewählt.

## Pogrome
Die mit der Revolution verbundene Verringerung der Autorität des Staates schuf die Möglichkeit, dass sich der Judenhass eines Teils der Bevölkerung in Pogromen entlud. Am 28. Februar rotteten sich Einwohner in Marmoutier zusammen und griffen die Häuser der dort lebenden Juden an. Hierbei wurden große Sachschäden verursacht, den Bewohnern gelang die Flucht, so dass keine Verletzten zu beklagen waren. Etwa 30 Häuser wurden geplündert und Verträge, Schuldscheine und Wechsel verbrannt. Der angereiste Gendarmerieleutnant aus Zabern, der dortige Staatsanwalt und Untersuchungsrichter konnten trotz der Unterstützung durch Gendarmen und einen Trupp Husaren die Ordnung nicht wieder herstellen. Erst die Unterstützung durch die Nationalgarde unter Unterkommissar Rabier du Villars und eines Bataillons Linientruppen aus Saargemünd am Folgetag ermöglichten die Wiederherstellung von Ruhe und Ordnung. 60 Tatverdächtige wurden festgenommen. Auch in Brumath kam es zu Pogromen, die jedoch nicht so heftig ausfielen.
Anfang April brachen die Unruhen wieder aus. Am 2. April trafen 500 bis 600 Einwohner aus Marmoutier und umliegenden Gemeinden in Zabern ein und forderten, unterstützt durch Zaberner Bürger, die Freilassung der Tatverdächtigen. Durch Gewaltdrohungen gelang es ihnen auch, 25 Verhaftete zu befreien. Danach kam es zu Plünderungen der jüdischen Häuser in Zabern. Am 3. April plünderte der Mob in Hochfelden das Haus des Friedensrichters und die jüdischen Häuser. Auch in Ettendorf, Ingwiller, Mutzig, Bouxwiller, Saarunion, Schweighausen, Niederbronn, Oberbetschdorf und Goersdorf kam es zu Ausschreitungen.
Um die Unruhen zu bekämpfen, forderte General Gémeau beim Kriegsministerium in Paris zwei bis drei zusätzliche Regimenter in das Elsass an. Mit den verstärkten Truppen griff die Departementskommission hart durch. Sie beauftragte Eduard Gloxin mit der Wiederherstellung von Ruhe und Ordnung. Dieser ließ Hochfelden nach starker Gegenwehr durch hundert Ulanen und ein Bataillon leichter Truppen stürmen und besetzen. Auch Ettendorf, Neuwiller, Bouxwiller und Saarunion wurden militärisch besetzt und erhielten kleinere Garnisonen. Am 7. April fand das größte Gefecht in Marmoutier statt. Gloxin standen 500 Soldaten zur Verfügung. Die Bevölkerung leistete heftigen Widerstand, musste sich aber der Übermacht geschlagen geben. Die militärische Besatzung wurde bis Mai aufrechterhalten.
Die Unruhen richten sich nicht nur gegen Juden. In den Aufstandsgebieten kam es zu vielfachen Waldfreveln und Angriffen gegen die Steuerbeamten.
Am 28. Juni erkannte die Geschworenenjury im Prozess gegen die Aufrührer von Marmoutier auf Freispruch.

## Wirtschaftskrise
Einer der Auslöser der Revolution war die seit Jahren schon schlechte Situation der Industrie und die Missernten des vergangenen Jahres gewesen. Die Revolution selbst verschärfte die wirtschaftliche Situation drastisch. Das Bargeld war Ende Februar so knapp, dass die Handelskammer Straßburg mit den Banken vereinbarte, die Fälligkeiten für Zahlungen zu verlängern. Gemäß Anweisung der provisorischen Regierung wurden im ganzen Land und so auch in Straßburg ein Comptoire nationale d’Escompte gebildet, der fällige Wechsel ankaufen sollte. Auch wurde ein Lagerhaus angemietet, in den Waren als Pfand hinterlegt werden konnten.
Diese Maßnahmen konnten nicht verhindern, dass das Wirtschaftsleben weitgehend zum Stillstand kam. Die wichtigen Eisenfabriken in Graffenstaden gingen Konkurs. Hart betroffen war auch die Woll- und Baumwollindustrie. Die Arbeitslosigkeit stieg deutlich an. Die Behörden reagierten mit Arbeitsbeschaffungsprogrammen, darunter eine Forcierung des Baus des Canal de la Marne au Rhin, von Straßen und Befestigungsanlagen.

## Flüchtlinge
Bedingt durch die Grenzlage trafen die Flüchtlingsströme das Elsass als erstes. Die Niederschlagung des Großpolnischen Aufstands führte am 7. April zu der Einreise der ersten polnischen Flüchtlinge. Bis zum 18. April waren es mehr als 900 Polen, die hier Schutz suchten. Nach dem Gefecht auf der Scheideck am 20. April kam es zur nächsten Flüchtlingswelle, diesmal der Aktivisten der Badische Revolution. Diese wurden entwaffnet und ins Innere Frankreichs deportiert. Dennoch verblieben viele Flüchtlinge im grenznahen Elsass. Am 25. Mai wurden allein in Straßburg 350 Polen und Ende Juli 130 Deutsche gezählt. Führende Figur der Deutschen in Straßburg war Otto von Corvin. Dessen radikale Agitation wurde von den Behörden als gefährlich angesehen. Am 6. Mai lösten diese das Zentralkomitee der deutschen Republikaner, das unter anderem von Gustav Struve gegründet worden war, auf. Später wurde auch der unter Corvins Einfluss stehende Club des Travailleurs aufgelöst.

## Weitere Entwicklung
Im Juniaufstand stand das Elsass an der Seite von Louis-Eugène Cavaignac. Lediglich in Zabern kam es zu Kundgebungen republikfeindlicher Gruppen. Im Juli fanden die Munizipalwahlen statt. Die Liechtenbergpartei büßte dabei an Zustimmung ein, in Straßburg wurde mit Baron Eugène de Wangen auch ein Legitimist in den Stadtrat gewählt. Generell standen die Wahlen im Zeichen von Intrigen, Affären und Manipulationen. Über 50 Wahlen wurden durch den Präfekturrat annulliert. Im August fanden die Generalratswahlen statt, die die republikanischen Liechtenberganhängern erneut gewannen. Allerdings waren die Wahlbeteiligungen mit jeder Wahl zurückgegangen.
Bei der Wahl des Staatspräsidenten am 10. Dezember 1848 erhielt Cavaignac im Elsass deutlich mehr Zustimmung als im Rest der Republik. In Straßburg siegte Cavaignac sogar mit 8275 Stimmen gegen Louis Napoleon der 7410 Stimmen erhalten hatte. Auf dem Land sah das anders aus. Im Unterelsass gewann Louis Napoleon mit 60.255 Stimmen gegen 46.505 Stimmen für Cavaignac, ähnlich sah es im Oberelsass aus.

## Die 200-Jahrefeier
Der 200ste Jahrestag der Zugehörigkeit des Elsass an Frankreich am 24. Oktober 1848 wurde in großem Rahmen in dreitägigen Festlichkeiten gefeiert. In der französischen Geschichtsschreibung wurden die Festlichkeiten als Ausweis des Wunsches der Elsässer beschrieben, zu Frankreich zu gehören. Forderungen nach einer Abtrennung von Frankreich waren in der Februarrevolution auch nicht erhoben worden. Vor allem aber waren die Feierlichkeiten eine Demonstration der republikanischen Gesinnung der neuen Machthaber, die eine Abgrenzung zu den monarchistisch regierten deutschen Staaten erforderte.